# 231 Vindobona
231 Vindobona (mednarodno ime je tudi 231 Vindobona) je asteroid v glavnem asteroidnem pasu. 

## Odkritje
Asteroid je odkril avstrijski astronom Johann Palisa 10. septembra 1882 na Dunaju . Asteroid se imenuje po latinskem imenu za Dunaj, kjer je bil asteroid odkrit.

## Lastnosti
Asteroid Vindobona obkroži Sonce v 4,99 letih. Njegova tirnica ima izsrednost 0,158 nagnjena pa je za 5,102° proti ekliptiki. Njegov premer je 82,33 km, okoli svoje osi se zavrti v 14,244 h .